# هيجة الجزير (حزم العدين)

تعديل مصدري - تعديل

هيجة الجزير محلة تابعة لقرية الاجراف، التابعة لعزلة حقين بمديرية حزم العدين إحدى مديريات محافظة إب في الجمهورية اليمنية، بلغ تعداد سكانها 21 حسب تعداد اليمن لعام 2004.